# Per Daniel Bertilsson
Per Daniel Bertilsson, född 4 december 1892 i Drängsered, död 18 september 1972 i Göteborg, var en svensk gymnast.
Bertilsson växte upp i Göteborg och flyttade sedan till Stockholm för att utbilda sig till gymnastiklärare. Bertilsson tävlade för Göteborgs Gymnastik Förbund och blev olympisk guldmedaljör 1912. Han var under fem år bosatt i Havanna. Han blev underlöjtnant i Älvsborgs regementes reserv 1918, löjtnant 1921 och kapten 1934. Han är begravd på Drängsereds kyrkogård.

Han valde 1927 att köpa ett gammalt torp i Delsjökärr som sommarbostad och för att kunna leva ett torparliv. Han började efterhand med en enklare servering som blev ett mycket populärt utflyktsmål och känd som Bertilssons stuga. Han mottog Göteborgs Stads förtjänstmedalj 1968.